# Manuel Oltra i Ferrer

Manuel Oltra i Ferrer 2013

Manuel Oltra i Ferrer (* 8. Februar 1922 in Valencia; † 26. September 2015 in Barcelona) war ein valencianisch-katalanischer Komponist und Musikpädagoge.

## Leben und Werk

### Leben
Die Familie Manuel Oltras ließ sich in Barcelona nieder, als dieser noch ein Kleinkind unter einem Jahr war. Er begann 1936 sein Musikstudium am Conservatori Superior de Música de Barcelona. Er war dort Schüler von Eduard Toldrà, Joaquim Zamacois, Josep Ricart i Matas und Joan Gibert. Der Bürgerkrieg und sein Militärdienst in Ceuta (Marokko) verzögerten seinen Studienabschluss. Von 1944 bis 1947 verband er seinen Militärdienst mit einer Lehrtätigkeit am hispanisch-marokkanischen Konservatorium in Tetouan. Von 1957 bis 1958 schloss er sein Musikstudium am Konservatorium von Barcelona offiziell ab. 1958 wurde er Professor für Komposition an dem genannten Barceloneser Konservatorium. Von 1973 bis 1981 war er stellvertretender Leiter dieses Institutes. Er wirkte auch als Professor für Musik am Institut Joan Llongueres in Barcelona. Parallel zu  seiner Unterrichtstätigkeit wirkte er in Chören und volksmusikalischen Gruppierungen mit. Seine Kompositionen zeichnen sich durch deutliche Einflüsse aus der Volksmusik heraus aus. Er harmonisierte traditionelle Volkslieder, die in dieser Form von vielen katalanischen Chorformationen präsentiert wurden und werden. Er schuf zahlreiche populäre Ballette, Sardanas und Werke, die in den Bestand der katalanischen Chormusik kanonisiert wurden wie das Werk Bestiari (1957), das auf dem gleichnamigen Gedicht von Pere Quart basiert. Seine konzertanten Werke sind meist in einer akademischen Musiksprache komponiert.
1994 wurde Oltra von der Generalitat de Catalunya mit dem Katalanischen Musikpreis ausgezeichnet. 2010 wurde er mit dem Creu de Sant Jordi geehrt. Oltra starb im September 2015 im Alter von 93 Jahren an einer Lungenentzündung in Barcelona.

### Werk
Sein Werk umfasst Instrumentalmusik wie die Sonata-Fantasia für Cello und Klavier (1942), die Sonate für Klavier (1947), die Sonatine für Flöte und Klavier (1950), die Suite für Kammerorchester und Flöte (1953), der Contradansa für Cobla (1955), L’Alimara, symphonisches Gedicht für zwei Coblas (1983), Fantasia i marxa pomposa für Cobla (1988), Tres estacions für Flöte und Klavier (1989, Drei Jahreszeiten), Simfonia esparsa für Orchester (1989), Berceuse et rondeau, Quintett für Blechbläser (1990) und viele weitere Instrumentalwerke mehr. Darüber hinaus hat er zahlreiche kleinere Werke für Cobla und ungefähr 30 Sardanas geschrieben.
Von seinen Vokalwerken müssen die Werke Barquejant für Kinderstimmen und Orchester (1945, „Bootsfahrt“), Tres Andaluzas für Chor (1954, „Drei Andalusier“), Bestiari für Chor auf Gedichte von Pere Quart (1957), La Serra für Chor, solistische Stimmen und Orchester nach Gedichten von Joan Alcover (1958), die Cantata für Kinderchor, Cobla und Schlagzeug (1959), der Psalmus brevis für Doppelchor und Orchester (1967), Tres canciones de amor nach Gedichten von Federico García Lorca (1971, „Drei Liebeslieder“), El timbaler del Bruc für Kinderchor und erweiterte Cobla (1995, Der Trommler von dem Berg El Bruc, Der Trommler, der die Katalanen vor den anrückenden Truppen Napoleons gewarnt hat und diese mit seinem lauten Trommeln und deren Echowirkung in den Bergen von Montserrat erschreckt hat.) sowie zahlreiche Harmonisierungen von traditionellen Melodien für Chor oder für Solostimmen und Klavier genannt werden.